# Кушиљево
Кушиљево је насеље у Србији у општини Свилајнац у Поморавском округу. Према попису из 2022. има 1975 становника (према попису из 2011. било је 2345 становника).  Средином прошлог века било је једно од највећих села у Србији.
Основна школа је осмогодишња, носи назив 'Вожд Карађорђе' а православна црква је посвећена светом пророку Илији и подигнута је 1836 године у време кнеза Милоша Обреновића.
Сеоска заветина је управо свети Илија, 2. августа, када се сваке године одржава велики вашар.У задњих неколико година постала је популарна летња гулашијада.
У Кушиљеву постоји истоимени фудбалски клуб,наследник популарнијег 'Напретка' који је два пута био учесник Друге лиге Србије.
Овде се налази Кућа народног хероја Лазе Стојановића.

## Порекло становништва
Подаци датирају из 1928. године)
За најстарије се родове сматрају: Мирковци, Овачаревићи. Непознатог порекла. затим су старији већи родови као што су Тошовци и Миливојевићи. Браћа Миливоје и Тоша доселили око 1710. год. са Косова и многи други родови који су дошли са Косова и из других области.
По пореклу се становништво може груписати:
- 10 породица са 510 кућа косовско-метохијских досељеника.
- 8 породица са 97 кућа шопских досељеника.
- 5 породица са 94 кућа тимочко-браничевских досељеника.
- 2 породице са 25 кућа динарских досељеника.
- 2 породице са 15 кућа непознатог порекла.
- 3 породице са 10 кућа циганских досељеника.
- 2 староседелачке породице са 6 кућа.

## Име
По предању, старији људи су говорили да је ово село било на Морави и да се звало Глоговац. Црква му је била сакривена од Турака у густој шуми, на месту где се данас налази село Кушиљево. Једне године на Васкрс дошло је много људи у цркву и после службе почело је народно весеље. Око подне пролетео је гавран и из кљуна испустио обојак који паде у сред кола, због чега су сви слутили да ће бити несреће. И заиста, убрзо су Турци из Свилајнца кренули у том правцу да покваре народно весеље. Када су дошли пред цркву, убили су све Србе који су се ту нашли, оставивши у животу једног старца и старицу, како би ишли и причали шта се ту догодило. Људске лешеве појеле су грабљивице, а кушуље (кошуље) вукле су се тамо амо око цркве дуго после тог догађаја и баш због ових кошуља место доби име Кушиљево. Године 1833. кнез Милош је село Глоговац, због поплаве која га је задесила, преселио код ове цркве и дао му управо ово име. Он је срушио ту стару цркву и направио нову.

## Демографија
У насељу Кушиљево живи 2102 пунолетна становника, а просечна старост становништва износи 43,8 година (42,5 код мушкараца и 45,1 код жена). У насељу има 805 домаћинстава, а просечан број чланова по домаћинству је 3,19.
Ово насеље је великим делом насељено Србима (према попису из 2002. године), а у последња три пописа, примећен је пад у броју становника.
|  |

| Демографија | Демографија | Демографија |
| Година      | Становника  | Становника  |
| ----------- | ----------- | ----------- |
| 1948.       | 4.367       |             |
| 1953.       | 4.299       |             |
| 1961.       | 3.994       |             |
| 1971.       | 3.783       |             |
| 1981.       | 3.549       |             |
| 1991.       | 3.247       | 2.753       |
| 2002.       | 2.569       | 3.056       |
| 2011.       | 2.345       |             |
| 2022.       | 1.975       |             |

| Етнички састав према попису из 2002.‍ | Етнички састав према попису из 2002.‍ | Етнички састав према попису из 2002.‍ | Етнички састав према попису из 2002.‍ | Етнички састав према попису из 2002.‍ |
| ------------------------------------ | ------------------------------------ | ------------------------------------ | ------------------------------------ | ------------------------------------ |
|                                      |                                      |                                      |                                      |                                      |
| Срби                                 | Срби                                 |                                      | 2.549                                | 99,22%                               |
| Југословени                          | Југословени                          |                                      | 5                                    | 0,19%                                |
| Хрвати                               | Хрвати                               |                                      | 1                                    | 0,03%                                |
| Словаци                              | Словаци                              |                                      | 1                                    | 0,03%                                |
| Румуни                               | Румуни                               |                                      | 1                                    | 0,03%                                |
| Немци                                | Немци                                |                                      | 1                                    | 0,03%                                |
| Македонци                            | Македонци                            |                                      | 1                                    | 0,03%                                |
| непознато                            | непознато                            |                                      | 3                                    | 0,11%                                |

| \| \| м \| \| \| ж \| \| ? \| 6 \| \| \| 5 \| \| 80+ \| 27 \| \| \| 65 \| \| 75—79 \| 62 \| \| \| 72 \| \| 70—74 \| 94 \| \| \| 133 \| \| 65—69 \| 99 \| \| \| 117 \| \| 60—64 \| 70 \| \| \| 79 \| \| 55—59 \| 43 \| \| \| 54 \| \| 50—54 \| 80 \| \| \| 81 \| \| 45—49 \| 102 \| \| \| 78 \| \| 40—44 \| 96 \| \| \| 90 \| \| 35—39 \| 83 \| \| \| 71 \| \| 30—34 \| 64 \| \| \| 81 \| \| 25—29 \| 66 \| \| \| 58 \| \| 20—24 \| 85 \| \| \| 80 \| \| 15—19 \| 71 \| \| \| 68 \| \| 10—14 \| 78 \| \| \| 72 \| \| 5—9 \| 70 \| \| \| 62 \| \| 0—4 \| 41 \| \| \| 66 \| \| Просек : \| 42,5 \| \| \| 45,1 \| |      |  |  |      |
| |      |  |  |      |
| | м    |  |  | ж    |
| ? | 6    |  |  | 5    |
| 80+ | 27   |  |  | 65   |
| 75—79 | 62   |  |  | 72   |
| 70—74 | 94   |  |  | 133  |
| 65—69 | 99   |  |  | 117  |
| 60—64 | 70   |  |  | 79   |
| 55—59 | 43   |  |  | 54   |
| 50—54 | 80   |  |  | 81   |
| 45—49 | 102  |  |  | 78   |
| 40—44 | 96   |  |  | 90   |
| 35—39 | 83   |  |  | 71   |
| 30—34 | 64   |  |  | 81   |
| 25—29 | 66   |  |  | 58   |
| 20—24 | 85   |  |  | 80   |
| 15—19 | 71   |  |  | 68   |
| 10—14 | 78   |  |  | 72   |
| 5—9 | 70   |  |  | 62   |
| 0—4 | 41   |  |  | 66   |
| Просек : | 42,5 |  |  | 45,1 |

| Година пописа     | 1948. | 1953. | 1961. | 1971. | 1981. | 1991. | 2002. |
| ----------------- | ----- | ----- | ----- | ----- | ----- | ----- | ----- |
| Број домаћинстава | 1.029 | 1.023 | 1.051 | 1.028 | 964   | 894   | 805   |

| Број чланова      | 1   | 2   | 3   | 4   | 5  | 6  | 7  | 8  | 9 | 10 и више | Просек |
| ----------------- | --- | --- | --- | --- | -- | -- | -- | -- | - | --------- | ------ |
| Број домаћинстава | 176 | 179 | 118 | 131 | 99 | 65 | 25 | 11 | 1 | 0         | 3,19   |

| Пол    | Укупно | Неожењен/Неудата | Ожењен/Удата | Удовац/Удовица | Разведен/Разведена | Непознато |
| ------ | ------ | ---------------- | ------------ | -------------- | ------------------ | --------- |
| Мушки  | 1.048  | 271              | 690          | 63             | 21                 | 3         |
| Женски | 1.132  | 138              | 696          | 263            | 33                 | 2         |
| УКУПНО | 2.180  | 409              | 1.386        | 326            | 54                 | 5         |

| Пол    | Укупно                    | Пољопривреда, лов и шумарство | Рибарство                            | Вађење руде и камена | Прерађивачка индустрија       |
| ------ | ------------------------- | ----------------------------- | ------------------------------------ | -------------------- | ----------------------------- |
| Мушки  | 595                       | 304                           | 0                                    | 2                    | 86                            |
| Женски | 369                       | 218                           | 0                                    | 0                    | 43                            |
| Укупно | 964                       | 522                           | 0                                    | 2                    | 129                           |
|        |                           |                               |                                      |                      |                               |
| Пол    | Производња и снабдевање   | Грађевинарство                | Трговина                             | Хотели и ресторани   | Саобраћај, складиштење и везе |
| Мушки  | 26                        | 39                            | 75                                   | 7                    | 12                            |
| Женски | 9                         | 1                             | 56                                   | 3                    | 2                             |
| Укупно | 35                        | 40                            | 131                                  | 10                   | 14                            |
|        |                           |                               |                                      |                      |                               |
| Пол    | Финансијско посредовање   | Некретнине                    | Државна управа и одбрана             | Образовање           | Здравствени и социјални рад   |
| Мушки  | 1                         | 4                             | 9                                    | 7                    | 5                             |
| Женски | 2                         | 1                             | 4                                    | 8                    | 17                            |
| Укупно | 3                         | 5                             | 13                                   | 15                   | 22                            |
|        |                           |                               |                                      |                      |                               |
| Пол    | Остале услужне активности | Приватна домаћинства          | Екстериторијалне организације и тела | Непознато            | Непознато                     |
| Мушки  | 10                        | 0                             | 0                                    | 8                    | 8                             |
| Женски | 4                         | 0                             | 0                                    | 1                    | 1                             |
| Укупно | 14                        | 0                             | 0                                    | 9                    | 9                             |

## Познати становници
- Петар Радивојевић (1877-1961), српски и југословенски пешадијски официр, бригадни генерал Југословенске војске.